# Henri Richelet
Henri Richelet (Frebécourt, Francia; 16 de junio de 1944 - Paris, 18 de marzo de 2020) fue un pintor francés.

## Biografía
Hijo de padres profesores, Henri Richelet estudió primero en la Escuela de Bellas Artes de Nancy (Francia) y luego en la Escuela de Bellas Artes de París. En 1968 obtuvo el 1.er  premio de la Casa de Velázquez de Madrid  en la categoría de grabado. Vivió y trabajó en París desde los años 70 después de haber pasado dos años en España y en Quebec. Contrajo matrimonio con la artista chilena Ximena Armas.
Además de participar en diferentes exposiciones de grupo desde 1963, ha realizado diferentes exposiciones individuales entre 1975 y 2009 en Francia, Quebec y en Chile. Ha expuesto regularmente en diferentes galerías y salones.
Falleció a los setenta y cinco años en París, el 18 de marzo de 2020 a causa de la enfermedad COVID-19.

## Obra
Autor provocador, admiró el uso del juego de luz y sombras de George de la Tour. Parte de su obra se muestra sobre fondos negros que resaltan la carne lívida y pálida de cuerpos rotos y mutilados que se estiran, caen y se acurrucan. El sexo y la muerte es una constante en su obra. 
En las series pictóricas de temas como el humo, las comillas, lámparas, burbujas o relojes de arena se observa la misma obsesión que persiguen el paso del tiempo. Durante cincuenta años a través de la acuarela diaria registró ese paso del tiempo. La serie Cielos está creada en una tira de 55 metros de largos, a lo largo de un año fue recogiendo cada elemento del paso del tiempo, como la fecha, la hora, la localización geográfica incluso detalles como la temperatura o la climatología.  Otras series han consistido en la técnica de alterar fotografías de sus antepasados, empleando hasta tres generaciones.
El trazo vigoroso de sus cuadros, dibujos y grabados funcionan como incentivos que suspenden el tiempo en la frontera de la muerte. Los cuerpos quebrados y mutilados en su belleza física dan a las creaciones de Henri Richelet una fuerza extraña y sorprendente.[cita requerida]

## Obras en colecciones públicas
- Museo Nacional Centro de Arte Reina Sofía, Madrid:

Coucou !: aguafuerte, resina (50 × 64 cm);
Duo en trois mouvements: aguafuerte, resina (50 × 32 cm).
- Museo Nacional de Bellas Artes, Santiago, Chile:

Ne pas toucher: tinta china sobre papel (51 × 60 cm).
- Museo de la Solidaridad Salvador Allende, Santiago, Chile:

Derniers outrages: pintura al óleo sobre lienzo (100 × 81 cm).

## Exposiciones

### Exposiciones individuales
- 1965: Casino de Contrexéville, Francia.
- 1968: Maison des Beaux-Arts, París.
- 1971:

Galerie Beaudelaire, Quebec;
Galerie Chantauteuil, Quebec.
- 1974: Galerie L’Art du Monde, París.
- 1976: Galerie L'Estuaire, Honfleur, Francia.
- 1990: Galerie Ceibo, París.
- 1996: Hôtel de Ville, Neufchâteau, Francia.
- 1998: Galerie Thermale, Contrexéville, Francia.
- 1999: Galería Modigliani, Viña del Mar, Chile.
- 2001:

Musée Roybet-Fould, Courbevoie, Francia;
Galerie Aux créations du possible, París.
Museo Nacional de Bellas Artes, Santiago, Chile.
- 2006: Galería Modigliani, Viña del Mar, Chile.
- 2007: Le Trait d’Union, Neufchâteau, Francia.

### Principales exposiciones colectivas
- 1969 & 1970:

Casa de Velázquez, Madrid;
Salle Comtesse de Caen, Institut de France, París.
- 1977–1978: La Boîte, ARC 2,  Museo de Arte Moderno, París.
- 1981: Cent gravures contemporaines, Aulnay-sous-Bois, France.
- 1982 & 1987:

Casa de Velázquez, Madrid;
Salle Comtesse de Caen, Institut de France, París.
- 1991: Art contemporain international, Château de la Bonnetière, Haut-Poitou, Francia.
- 1996: 3e Festival de l’art actuel, Château d’O, Orne, Francia.
- 1997: Festival d’art Dialogue Est-Ouest, Vayolles, Francia.
- 2000: Variations, Espace Belleville, París.
- 2003: Hommage à S. Allende, Ris-Orangis, Francia.
- 2004: George Sand, interprétations, Couvent des Cordeliers, Châteauroux, Francia.